# Pfannberg (Adelsgeschlecht)

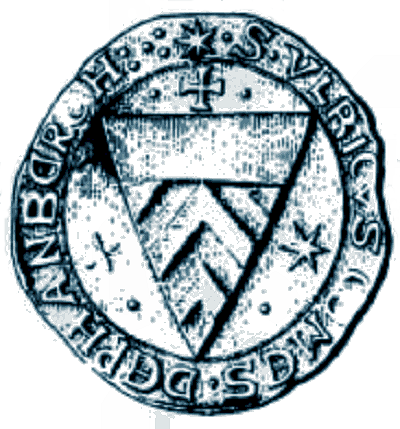
Wappen der Grafen von Pfannberg 1245

Die Grafen von Pfannberg, ursprünglich von Peggau (Peka, Peckach) sind ein steirisches hochfreies Adelsgeschlecht des Mittelalters, das sich nach seiner Burg Pfannberg benannte (heute Ruine südlich von Frohnleiten, einer Pfannberger Gründung um 1280), und zu den mächtigsten Geschlechtern des Landes zählte.

## Geschichte

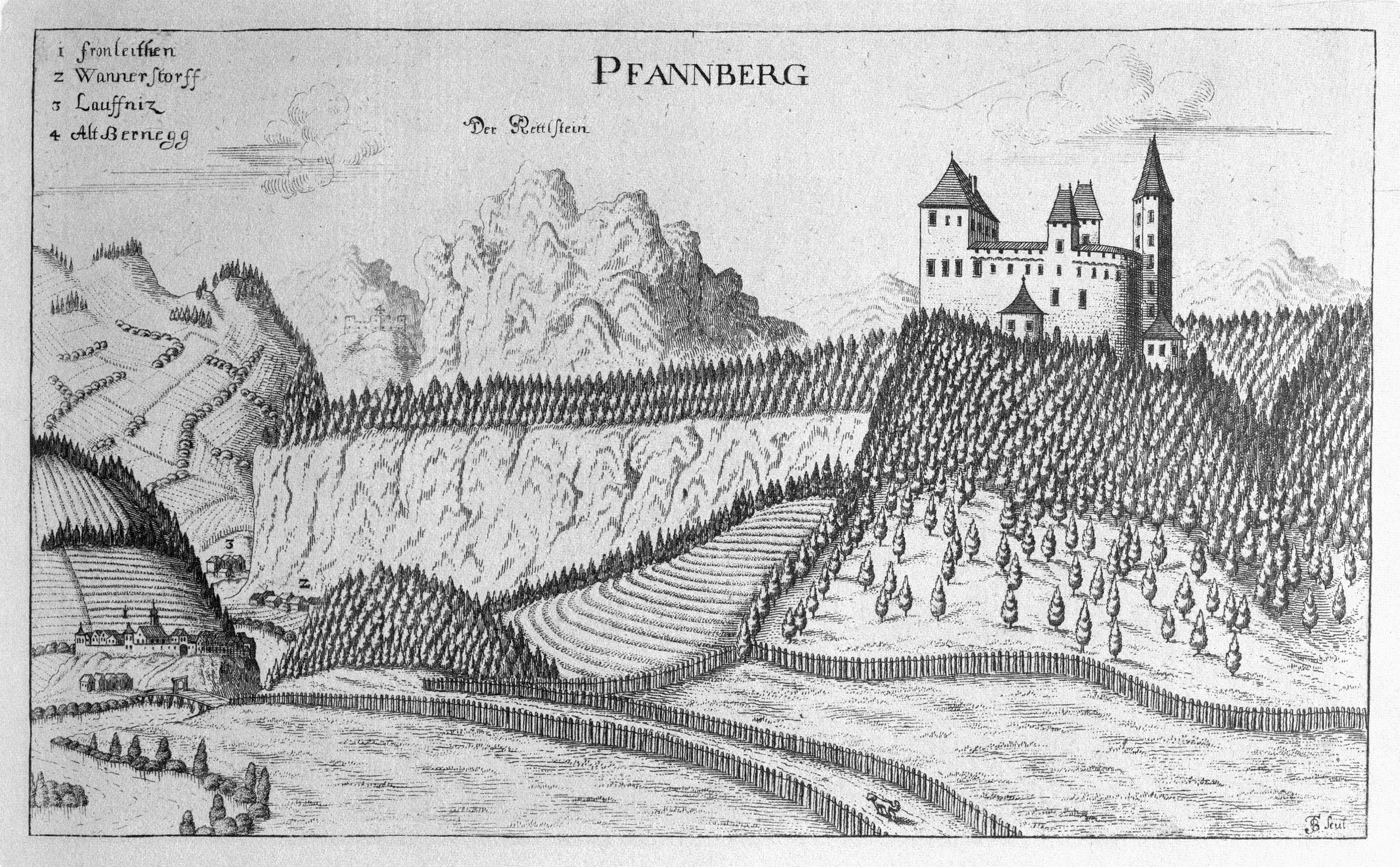
Burg Pfannberg (1681)

1218 wird in Urkunden ein Ulrich, Freier von Peggau, erwähnt, der sich seit 1237 Graf von Phannenberch nannte. Er war erster Landrichter unter den Babenbergern.
1237 finden sich die Pfannberger neben den edlen Wildonern, Mureckern und anderen Steirern in Wien bei Kaiser Friedrich II., der in der Auseinandersetzung mit Herzog Friedrich II. gerade in der österreichischen Hauptstadt eingezogen war.
1250 allerdings finden wir Heinrich von Pfannberg im Heere des Elekten von Salzburg, Philipp von Spanheim, der an der Spitze der Papstpartei das steirische Ennstal bis Rottenmann eroberte. Schon 1253 wieder finden wir Graf Heinrich mit anderen steirischen Edlen, Dietmar von Weißenegg, Friedrich von Pettau, Wulfing von Stubenberg, Seifried von Mahrenberg und anderen, in Gegnerschaft zu Böhmens Ottokar II. Přemysl und dessen verbündetem Cousin Philipp von Salzburg.
1268 wurden Bernhard von Pfannberg und Hartnid von Wildon durch Friedrich von Pettau einer Verschwörung gegen Ottokar – seit 1260 Herr vom Herzogtum Steiermark – bezichtigt und einige Zeit von den Böhmen gefangen gehalten (26 Wochen lang laut Ottokar aus der Gaal, dem steirischen Reimchronisten); auch wurden ihre Burgen eingezogen bzw. zerstört. (Die Pfannberger verloren gar fünf Burgen, darunter Peggau und Pfannberg.) Jedenfalls aber erfolgte nicht viel später eine Aussöhnung mit dem Böhmenkönig. 1270 finden sich die Pfannberger im Heere Ottokars, der sich nach der Inbesitznahme Kärntens nun auch Krain und das Gebiet bis an die Adria aneignete.
1276 brach eine neue Zeit an: Im Kloster Rein versammelten sich Heinrich von Pfannberg, Ulrich von Heunburg, Friedrich von Pettau, Wulfing von Stubenberg, Herrand von Wildon, Hartnid von Stadeck, Otto von Liechtenstein (der Sohn des 1275 verstorbenen Ulrich) und viele andere Edle und gelobten als treue Vasallen des Reiches dem Könige Rudolf eidlich Gehorsam und volle Unterstützung gegen den Böhmen (Reiner Schwur). Bald waren die Burgen Eppenstein, Kaisersberg, Neumarkt und Offenburg in ihren Händen. Heinrich von Pfannberg eroberte die wichtigste Feste des Oberlandes, Judenburg, und bald mussten die Böhmen auch die Grazer Burg räumen und aus dem Lande fliehen.
1291 erhoben sich die Steirer unter der Führung von Ulrich von Pfannberg und anderen Edlen gegen ihren neuen Fürsten, den Habsburger Herzog Albrecht, wurden aber von ihm bezwungen. Ulrich war vermählt mit Margarethe, einer Tochter Graf Ulrichs von Heunburg († 1308).
1362/63 starb der letzte Pfannberger (Johann), denen die Grafen von Montfort bis 1524 folgten. Deren erster war Hugo von Montfort (* 1357; † 1423), der Minnesänger, der Margareta, die Tochter Johanns, geheiratet und mit ihr die steirischen Besitzungen des Hauses übernommen hatte. Er nahm seinen Wohnsitz ab 1401 auf Pfannberg und trat in den steirischen Herrenstand ein. 1377 begleitete er Herzog Albrecht III. auf seinem Preußenzuge, focht wahrscheinlich 1386 bei Sempach mit, wurde 1388 Landvogt im Aargau und Thurgau und war 1413–1415 Landeshauptmann in Steiermark. Er starb am 4. April 1423 auf dem Schloss Pfannberg, wo noch ein Freskogemälde und eine Inschrift an ihn erinnert, und wurde bei den Minoriten in Bruck an der Mur bestattet.

## Stammliste
(Nach Munthe, K. Tangl et al.:)

### Vorfahren
1. NN, Graf von Zeltschach
  1. Wilhelm, wahrscheinlich Stammvater der Grafen von Heunburg
  2. Berthold von Zeltschach, Bischof von Gurk (1090–1106)
  3. Poppo I. († nach 1103), comes de Celsach; verfolgte 1095 Erzbischof Thiemo von Salzburg
    1. Poppo II. († vor 1140, kinderlos), comes de Celsach 1131, ⚭ Hemma († um 1157), Stifterin der Kapelle zu Griffen im Gurktal (1157 Pfarrkirche); Erbe an Bistum Gurk
    2. Rudolf I. († nach 1138), „Bruder des comes de Celsach“ 1131, „de Peka“ (von Peggau) 1136
      1. Rudolf II. de Peka († vor 1172)
        1. Rudolf III. de Peka, 1173
        2. Ortlieb de Peka, 1189
        3. Poppo IV. de Peka, 1183
          1. Poppo V. de Peka († 1250), erwähnt 1239
            1. NNw

      2. Engelschalk de Peka, 1142
      3. Poppo III. de Peka († nach 1173), trat 1160 das Gut Celsach an Gurk ab und erhielt es als Lehen wieder
        1. Ulrich I. de Peka, 1175–1216
        2. Leutold I. de Peka, 1175–1212
          1. Leutold II. de Peka, 1214–1227
            1. Leutold III. († 1258), Liber de Peka 1243, Abt von St. Paul (1248–1258)

          2. Ulrich II. de Peka († 1249), de Phannenberch 1219, dann wieder de Peka, 1237 in den Grafenstand erhoben –– Nachfahren siehe unten
          3. Wichard de Phannenberch, 1214

### Grafen von Pfannberg
1. Ulrich II. von Peggau (* vor 1218; † 1249), 1237 Graf von Phannenberch (Pfannberg), weiterhin auch als Graf von Peccah (Peggau) genannt, ⚭ NNw von Lebenau (* 1191), Tochter Ottos I. von Lebenau († 1205) und Sophies von Plain-Hardegg
  1. NNw († 1245), ⚭ Graf Ulrich von Sternberg
  2. Sophie, ⚭ Konrad I. von Sanneck († 1255)
    1. Gebhard, Leopold und Ulrich von Sanneck
    2. Sophie von Sanneck (erwähnt vor 1255, 1264), ⚭ Friedrich von Pettau

  3. NNw, ⚭ Marquard von Zinzendorf
  4. drei weitere Töchter, Nonnen im Frauenkloster Admont
  5. Ulrich III. († vor 1255)
  6. Siegfried († nach 1257)
  7. Bernhard († 22. Oktober 1271), ⚭ Agnes († 1268, Sage)
  8. Heinrich (* vor 1241; † 24. Juli 1282), ⚭ Agnes von Plain-Hardegg († nach 10. April 1298), Tochter von Konrad III. von Plain-Hardegg († 1260) und Euphemia von Ortenburg († 9. Februar nach 1292)
    1. Hermann († 1287), ⚭ Elisabeth, Tochter von Ulrich von Heunburg und Agnes von Baden-Österreich (⚭ nach 1297 II. Heinrich von Hohenlohe)
    2. Rainold († 21. Dezember 1292), Abt von Rein (1280–1292)
    3. Ulrich IV. (* 1261; † nach 1318), ⚭ Margarethe (* 1268; † 8. Dezember 1292), Tochter von Ulrich von Heunburg und Agnes von Baden-Österreich
      1. Elisabeth (* 1290; † nach 21. Mai 1363), ⚭ Graf Heinrich von Montpreis (* 1286; † 7. Dezember 1358)
      2. Ulrich V. (* 1287; † 23. Oktober 1354), ab 1330 Marschall in Österreich, ab 1335 Hauptmann in Kärnten, ⚭ I. Agnes von Walsee († 1329), Tochter von Eberhard III. von Walsee, ⚭ II. (vor 24. März 1331) Margareta von Werdenberg (* 1300; † 1354), Tochter von Graf Hugo II. von Werdenberg († 1308) und Euphemia von Ortenburg (* 1278; † 23. April 1316)
        1. Katharina (* 1328; † nach 1375), Erbin von Greiffenberg und Sumeregg, ⚭ 1347 Meinhard VI. von Görz-Lienz († nach 1385)
        2. Margarethe (* 1325; † 1377), ⚭ Friedrich II. von Ortenburg († 1355), Ehe kinderlos
        3. Johann (* 1321; † November 1362), letzter Pfannberger im Mannesstamm, ⚭ 1354 Margarethe († nach 1380), Tochter von Graf Rudolf von Schaunberg (⚭ II. 1373 Graf Wilhelm III. von Montfort († um 1379))
          1. Margarethe (* 1355; † nach 1388), Erbgräfin von Pfannberg, ⚭ 1369 I. Graf Johann von Cilli († 29. April 1372), kinderlos, ⚭ II. 1373 Hugo von Montfort († 4. April 1423), Sohn von Wilhelm III. von Montfort
            1. Ulrich von Montfort-Bregenz-Pfannberg († um 1419)

## Milites (Dienstmannen)
- Chaiserberg (Kaisersberg)
- Torseule
- Leuben (Leoben)
- Vischarn (Fischern bei Wolkenstein)
- Padel (Badl bei Peggau)
- Phannenberch
- Schöneck (Schönegg bei Pfannberg)
- Ramenstein (Burg Rabenstein) Lavanttal
- von der Alpe (ursprünglich im Lavanttal)
- Losenthal (Loschental)
- Krotendorf
- Mordax
- Chanal
- Hunstorf
- Paumann
- Altenburg

## Weitere Besitzungen und Rechte
- Burg und Herrschaft Peggau
- Burg Rabenstein (bei St. Paul im Lavanttal) (nach 1200)
- Loschental, heute Kirchlein Josefsberg
- Lavamünd
- Burg und Herrschaft Heunburg (1322)
- Burg und Herrschaft Cilli (1323)
- Burgen und Herrschaften Luginsland (Luegg), St. Peter bei Leoben, Kaisersberg, Grünberg (Gromperk?, n. Slovenska Bistrica oder Grünburg?, östlich von Wieting (Kärnten)), Mannsberg (nö. St. Veit an der Glan) (1373)
- Vogtei Obernburg (1414)
- Windischgraz
- Traberg (Unterdrauburg) (ab 1279)
- Greiffenberg, Sumeregg (?) (1347)
- Arnfels
- Leopoldsdorf (bei Wien)
- Neuhaus
- Mittertrixen
- Neudorf (4 km ö. Wildon)
- Rohr (6 km sö. Wildon)

## Sage
Während der Herrschaft Przemysl Ottokars in Steiermark (1260–1276) wurden die Brüder Bernhard und Heinrich von Pfannberg wegen angeblichen Hochverrats gefangen genommen und die Burgen Peggau und Pfannberg von den Böhmen belagert. Peggau wurde niedergebrannt, doch Pfannberg von Agnes, der Gemahlin Bernhards, aufs Tapferste verteidigt. Durch ein Missgeschick seitens der Burgleute konnte die Burg dennoch erobert, geplündert und zerstört werden, Agnes verlor dabei ihr Leben.

„Aber alljährlich in der Vollmondnacht des Monats Juni wird es zur Mitternachtsstunde in der alten Burg lebendig. Auf den Mauern erscheint eine hohe, weiß gekleidete Frauengestalt, den blinkenden Helm auf dem Kopf und mit Schild und Schwert bewaffnet. Hinter ihr zeigen sich im Torbogen geisterhafte Kriegergestalten; Waffen klirren, Rosse stampfen, und dumpfes Gemurmel ist hörbar.
Das ist die tapfere Burgfrau Agnes von Pfannberg mit ihren Getreuen. Sie halten zur Mitternachtsstunde Ausschau nach den Feinden unseres schönen Steirerlandes und sind bereit, es jederzeit zu verteidigen.“